# Psychoides
Psychoides is een geslacht van vlinders van de familie echte motten (Tineidae), uit de onderfamilie Teichobiinae.

## Soorten
- P. filicivora (Meyrick, 1937)
- P. phaedrospora (Meyrick, 1935)
- P. verhuella

Tongvarenvretertje Bruand, 1853